# Bahnstrecke Schweinfurt–Meiningen
| |                                                    |                                          |                                          |
| Streckennummer (DB): | 5240                                               |                                          |                                          |
| Kursbuchstrecke (DB): | 815                                                |                                          |                                          |
| Kursbuchstrecke: | 419 (Schweinfurt Hbf – Mellrichstadt Bahnhof 1946) |                                          |                                          |
| Streckenlänge: | 77,742 km                                          |                                          |                                          |
| Spurweite: | 1435 mm (Normalspur)                               |                                          |                                          |
| Maximale Neigung: | 11 ‰                                               |                                          |                                          |
| Minimaler Radius: | 500 m                                              |                                          |                                          |
| Streckengeschwindigkeit: | 160 km/h                                           |                                          |                                          |
| Zweigleisigkeit: | Schweinfurt–Ritschenhausen (bis 1945/50)           |                                          |                                          |
| |                                                    |                                          |                                          |
| \| \| \| von Bamberg \| \| \| \| 0,095 \| Schweinfurt Hbf \| 216,0 m \| \| \| \| nach Rottendorf \| \| \| \| 0,80 \| von Rottendorf \| von Rottendorf \| \| \| 6,527 \| Oberwerrn \| 250,6 m \| \| \| 10,066 \| Poppenhausen ehem. Bahnhof \| 267,8 m \| \| \| 13,676 \| Ebenhausen (Unterfr) \| 298,6 m \| \| \| \| nach Bad Kissingen \| \| \| \| 18,370 \| Rottershausen (seit 2006) \| Rottershausen (seit 2006) \| \| \| 19,30 \| Rottershausen ehem. Bahnhof \| 324,6 m \| \| \| 20,00 \| Rottershäuser Tunnel (400 m) \| Rottershäuser Tunnel (400 m) \| \| \| 21,50 \| Abzw Rannungen \| Abzw Rannungen \| \| \| \| nach Stadtlauringen (1900–1960) \| \| \| \| \| zum Güterbf MUNA (1940 – ca. 1960) \| \| \| \| 21,70 \| Übergabebahnhof zur MUNA Rottershausen \| Übergabebahnhof zur MUNA Rottershausen \| \| \| 25,30 \| Block Thalkirche \| Block Thalkirche \| \| \| 28,900 \| Münnerstadt \| 247,6 m \| \| \| 31,60 \| Burglauer \| 232,9 m \| \| \| 34,30 \| Niederlauer \| 233,1 m \| \| \| 38,20 \| Fränkische Saale (58 m) \| Fränkische Saale (58 m) \| \| \| 38,757 \| Bad Neustadt (Saale) \| 234,574 m \| \| \| \| nach Bischofsheim (Rhön) \| \| \| \| \| nach Königshofen i. Grabfeld (1893–1995) \| \| \| \| 42,60 \| Heustreu \| 237,3 m \| \| \| 46,00 \| Unsleben \| 247,9 m \| \| \| 49,10 \| Oberstreu \| 256,2 m \| \| \| 52,027 \| Mellrichstadt Bahnhof \| 270,8 m \| \| \| \| nach Fladungen \| \| \| \| 57,10 \| Mühlfeld \| 314,90 m \| \| \| 57,680 \| Landesgrenze Bayern/Thüringen \| Landesgrenze Bayern/Thüringen \| \| \| \| von Römhild (1893–1972) \| \| \| \| 63,170 \| Rentwertshausen \| 366,28 m \| \| \| 65,027 \| Bibra \| Bibra \| \| \| 67,711 \| Wölfershausen \| Wölfershausen \| \| \| 70,175 \| Ritschenhausen \| 314,61 m \| \| \| \| nach Neudietendorf \| \| \| \| \| von Lichtenfels \| \| \| \| 77,837 \| Meiningen \| 287,10 m \| \| \| \| nach Eisenach \| \| |                                                    |                                          |                                          |
| Strecke |                                                    | von Bamberg                              | von Bamberg                              |
| Bahnhof | 0,095                                              | Schweinfurt Hbf                          | 216,0 m                                  |
| Abzweig geradeaus und nach links |                                                    | nach Rottendorf                          | nach Rottendorf                          |
| Abzweig geradeaus und ehemals von links | 0,80                                               | von Rottendorf                           | von Rottendorf                           |
| Bahnhof | 6,527                                              | Oberwerrn                                | 250,6 m                                  |
| Haltepunkt / Haltestelle | 10,066                                             | Poppenhausen ehem. Bahnhof               | 267,8 m                                  |
| Bahnhof | 13,676                                             | Ebenhausen (Unterfr)                     | 298,6 m                                  |
| Abzweig geradeaus und nach links |                                                    | nach Bad Kissingen                       | nach Bad Kissingen                       |
| Haltepunkt / Haltestelle | 18,370                                             | Rottershausen (seit 2006)                | Rottershausen (seit 2006)                |
| ehemaliger Bahnhof | 19,30                                              | Rottershausen ehem. Bahnhof              | 324,6 m                                  |
| Tunnel | 20,00                                              | Rottershäuser Tunnel (400 m)             | Rottershäuser Tunnel (400 m)             |
| ehemalige Blockstelle | 21,50                                              | Abzw Rannungen                           | Abzw Rannungen                           |
| Abzweig geradeaus und ehemals nach rechts |                                                    | nach Stadtlauringen (1900–1960)          | nach Stadtlauringen (1900–1960)          |
| Abzweig geradeaus und ehemals von links |                                                    | zum Güterbf MUNA (1940 – ca. 1960)       | zum Güterbf MUNA (1940 – ca. 1960)       |
| ehemaliger Dienststation / Betriebs- oder Güterbahnhof | 21,70                                              | Übergabebahnhof zur MUNA Rottershausen   | Übergabebahnhof zur MUNA Rottershausen   |
| ehemalige Blockstelle | 25,30                                              | Block Thalkirche                         | Block Thalkirche                         |
| Bahnhof | 28,900                                             | Münnerstadt                              | 247,6 m                                  |
| Haltepunkt / Haltestelle | 31,60                                              | Burglauer                                | 232,9 m                                  |
| ehemaliger Bahnhof | 34,30                                              | Niederlauer                              | 233,1 m                                  |
| Brücke über Wasserlauf | 38,20                                              | Fränkische Saale (58 m)                  | Fränkische Saale (58 m)                  |
| Bahnhof | 38,757                                             | Bad Neustadt (Saale)                     | 234,574 m                                |
| Abzweig geradeaus und nach links |                                                    | nach Bischofsheim (Rhön)                 | nach Bischofsheim (Rhön)                 |
| Abzweig geradeaus und ehemals nach rechts |                                                    | nach Königshofen i. Grabfeld (1893–1995) | nach Königshofen i. Grabfeld (1893–1995) |
| ehemaliger Bahnhof | 42,60                                              | Heustreu                                 | 237,3 m                                  |
| ehemaliger Bahnhof | 46,00                                              | Unsleben                                 | 247,9 m                                  |
| ehemaliger Bahnhof | 49,10                                              | Oberstreu                                | 256,2 m                                  |
| Bahnhof | 52,027                                             | Mellrichstadt Bahnhof                    | 270,8 m                                  |
| Abzweig geradeaus und nach links |                                                    | nach Fladungen                           | nach Fladungen                           |
| ehemaliger Bahnhof | 57,10                                              | Mühlfeld                                 | 314,90 m                                 |
| Grenze | 57,680                                             | Landesgrenze Bayern/Thüringen            | Landesgrenze Bayern/Thüringen            |
| Abzweig geradeaus und ehemals von rechts |                                                    | von Römhild (1893–1972)                  | von Römhild (1893–1972)                  |
| Bahnhof | 63,170                                             | Rentwertshausen                          | 366,28 m                                 |
| Haltepunkt / Haltestelle | 65,027                                             | Bibra                                    | Bibra                                    |
| Haltepunkt / Haltestelle | 67,711                                             | Wölfershausen                            | Wölfershausen                            |
| Bahnhof | 70,175                                             | Ritschenhausen                           | 314,61 m                                 |
| Abzweig geradeaus und nach rechts |                                                    | nach Neudietendorf                       | nach Neudietendorf                       |
| Abzweig geradeaus und von rechts |                                                    | von Lichtenfels                          | von Lichtenfels                          |
| Bahnhof | 77,837                                             | Meiningen                                | 287,10 m                                 |
| Strecke |                                                    | nach Eisenach                            | nach Eisenach                            |

Die Bahnstrecke Schweinfurt–Meiningen ist eine eingleisige, nicht elektrifizierte Hauptbahn in Bayern und Thüringen. Sie verläuft von Schweinfurt über Bad Neustadt an der Saale und Mellrichstadt nach Meiningen. Die Strecke ist Teil der Hauptverbindung Schweinfurt–Erfurt.

## Geschichte

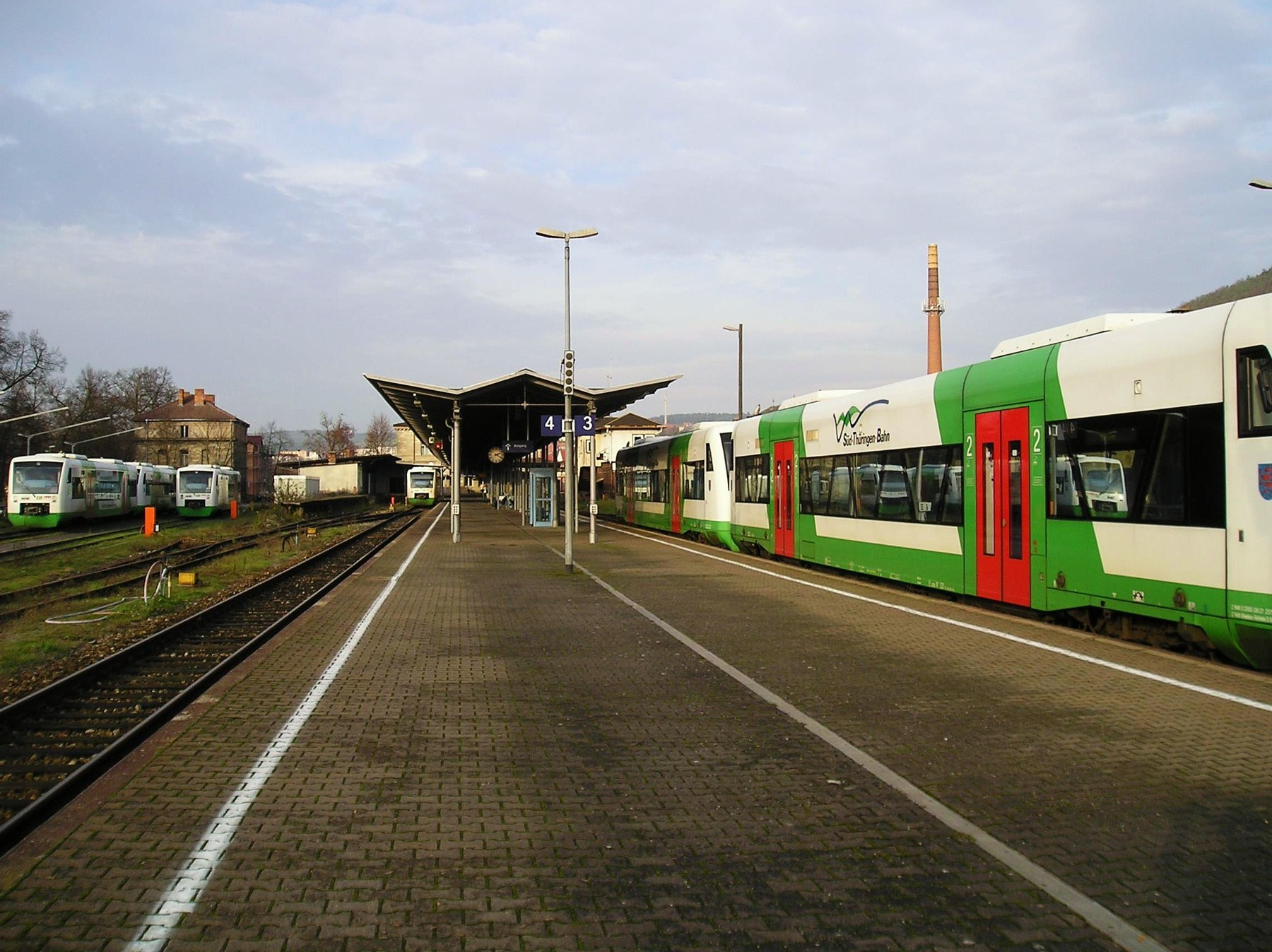
Bayerischer Bahnhof in Meiningen

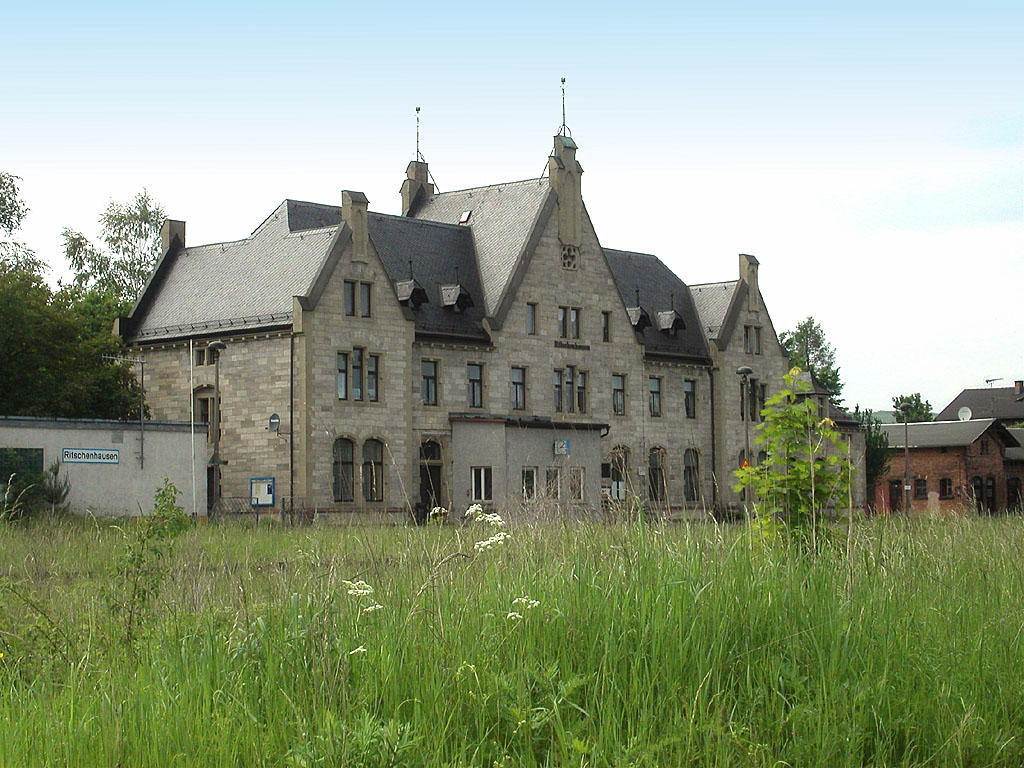
Bahnhof Ritschenhausen

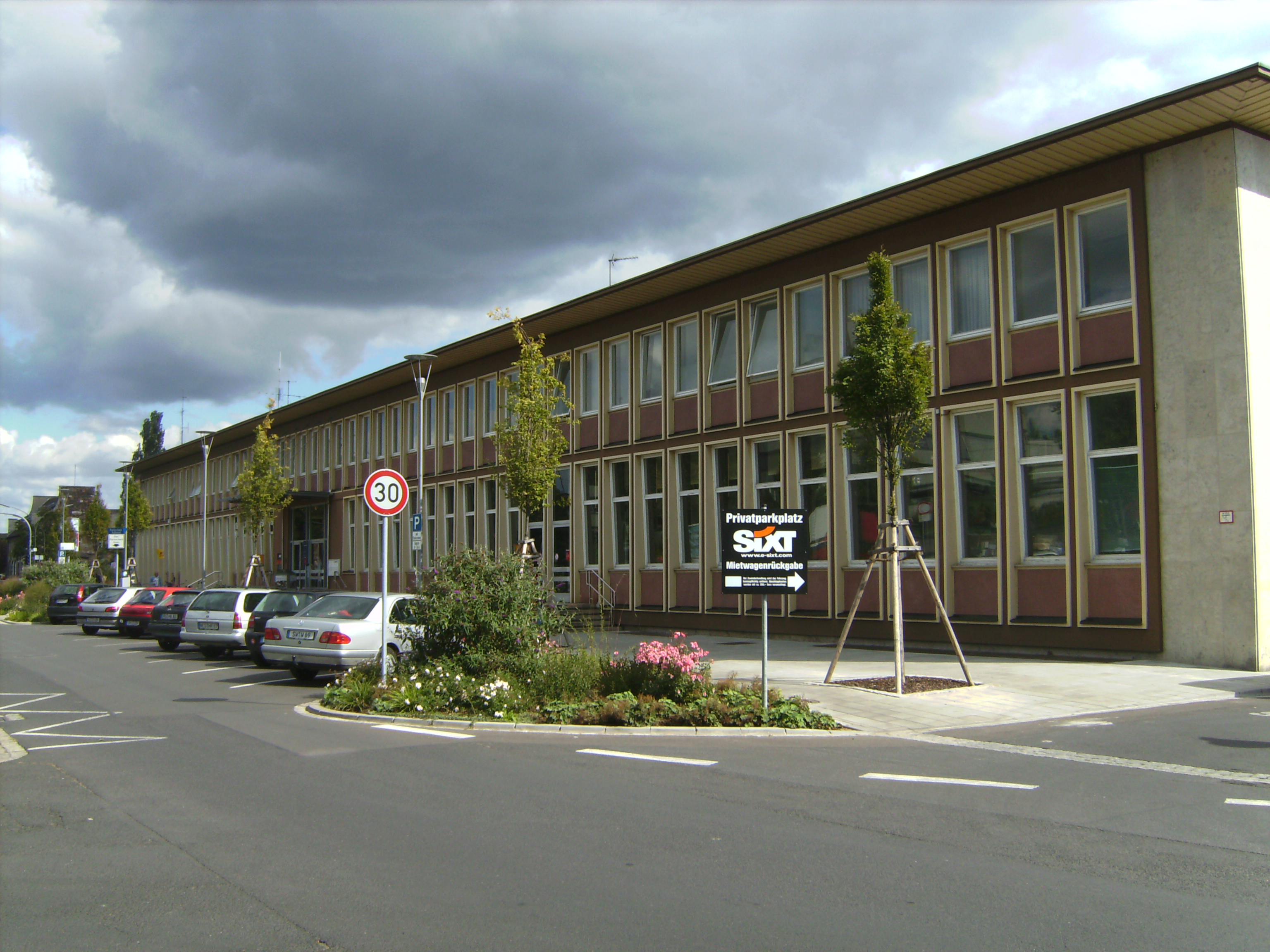
Hauptbahnhof Schweinfurt

Nach der Fertigstellung der ersten größeren Bahnlinien Mitte des 19. Jahrhunderts war die bayerische Regierung stark daran interessiert, weitere bayerische Gebiete zu erschließen und weiterhin für das bestehende Streckennetz Abkürzungen einzurichten. So wurde eine Verbindung zwischen der Bahnstrecke Bamberg–Rottendorf bei Schweinfurt und der Bahnstrecke Eisenach–Lichtenfels bei Meiningen angestrebt, auch um die Erreichbarkeit der Landeshauptstadt von Sachsen-Meiningen zu verbessern.
Die Regierungen von Bayern und dem Herzogtum Sachsen-Meiningen schlossen daraufhin am 21. März 1868 einen Staatsvertrag zur Errichtung einer Eisenbahnstrecke von Schweinfurt über Neustadt an der Saale nach Meiningen. Den Bau und die Verwaltung der gesamten Strecke übernahm die bayerische Staatsbahnverwaltung, die Kosten trugen die beiden Regierungen für die Abschnitte auf ihrem jeweiligen Staatsgebiet.
Nachdem 1871 zunächst der Eisenbahnbetrieb von Schweinfurt nach Bad Kissingen über Ebenhausen aufgenommen worden war, folgte der Baubeginn der Strecke von Ebenhausen bis Meiningen am 14. Juni 1872. In Meiningen wurde der eigenständige von der bayerischen Staatsbahnverwaltung betriebene Bayerische Bahnhof südlich anlehnend an den bestehenden Bahnhof der Werrabahn errichtet. Hier waren durch den Bau große topografische und verkehrstechnische Veränderungen im Stadtgebiet nötig geworden. Die Eröffnung des 64 Kilometer langen Abschnittes fand am 15. Dezember 1874 durch die Königlich Bayerische Staats-Eisenbahnen, den Betreiber der Bahnlinie, statt. Nach der Fertigstellung der Bahnstrecke Neudietendorf–Ritschenhausen 1884 wurden Fernverbindungen Richtung Erfurt eingerichtet. Die Züge fuhren zum Teil über Meiningen oder direkt über das Verbindungsgleis Ritschenhausen–Grimmenthal nach Erfurt. Der Bahnhof Ritschenhausen wurde massiv erweitert, da hier nicht nur die Umgehungskurve abzweigt, sondern auch die Lokwechsel zwischen den Bahngesellschaften Bayerns und Preußens stattfanden. Das zweite Gleis wurde im Zeitraum von 1908 bis 1913 zwischen Schweinfurt und Ritschenhausen verlegt.
1885 fuhr auf der Strecke bereits ein Eilzug von Meiningen nach Würzburg. Die Fernverkehrsleistungen wurden in den Folgejahren kontinuierlich ausgebaut, wobei in den Bahnhöfen Meiningen oder Ritschenhausen beim Wechsel von der preußischen zur bayerischen Staatsbahn oder umgekehrt die Lokomotiven gewechselt wurden.
Nach der Übernahme der Länderbahnen 1920 betrieb die Deutsche Reichsbahn die Strecke und behielt weiterhin die Schnellzugverbindungen bei.
Zu ihrer Glanzzeit im Jahre 1939 konnte die Strecke ein beachtliches Angebot von Schnellzügen aufweisen: insgesamt sechs von ihnen befuhren die Strecke, darunter der D 13 Rom–Schaffhausen–Stuttgart–Halle–Berlin, der D 16 Berlin–Halle–Stuttgart. Außerdem verkehrte der Fernschnellzug (FD) 7/8 Berlin–Leipzig–Stuttgart ebenfalls über die Strecke. Dazu kamen Kurswagendurchläufe von Bad Kissingen, Hamburg, Mailand, Genua (–Ventimiglia), Konstanz, Freudenstadt, Saarbrücken und Neapel.
Eine weitere Umgehungskurve wurde bei Schweinfurt im August 1944 gebaut, da die Gleisanlagen des Schweinfurter Hauptbahnhofes durch alliierte Bombenangriffe massiv beschädigt wurden. Diese verband die Meininger Strecke mit der Rottendorfer unweit des Schweinfurter Hauptbahnhofes. Genutzt wurde sie nur von Güter- und Militärzügen und verschwand mangels Bedarf wieder 1961.
Zum Ende des Zweiten Weltkriegs sprengten die zurückweichenden deutschen Truppen im April 1945 einige Brücken, ansonsten überstanden die Bahnanlagen den Krieg unversehrt.

### Veränderungen nach dem Zweiten Weltkrieg
Nach dem Zweiten Weltkrieg wurden die Schäden recht schnell wieder repariert und der Verkehr auf der Bahnlinie wieder aufgenommen, es fanden aber nur wenige Zugfahrten statt. Im Juli 1945 besetzte die Sowjetarmee Thüringen aufgrund der Bestimmungen der Konferenz von Jalta. Mit der folgenden deutschen Teilung gab es keinerlei Eisenbahnverkehr mehr zwischen den Stationen Rentwertshausen und Mühlfeld, zwischen denen die neue Innerdeutsche Grenze lag.

#### Deutsche Reichsbahn
Die Deutsche Reichsbahn betrieb daraufhin nur noch die Bahnlinie Meiningen–Rentwertshausen–Römhild. Zunächst wurde 1945/46 das zweite Gleis und die Verbindungskurve in Ritschenhausen zurückgebaut. Das auf dem Gebiet der DDR verbleibende Gleis ab Rentwertshausen wurde 1949 zurückgebaut. Dennoch behielt die Strecke ihre Bedeutung, da nach der 1971 erfolgten Einstellung des Bahnverkehrs auf dem 1893 eröffneten Abzweig von Rentwertshausen nach Römhild die Zugverbindung zwischen Meiningen und Rentwertshausen bestehen blieb. Das Streckengleis zwischen Rentwertshausen und der Grenze wurde abgebaut, die Trasse mit Betonplatten belegt. Sie diente den „Grenzorganen“ als Zufahrt zur Grenzanlage.

#### Deutsche Bundesbahn

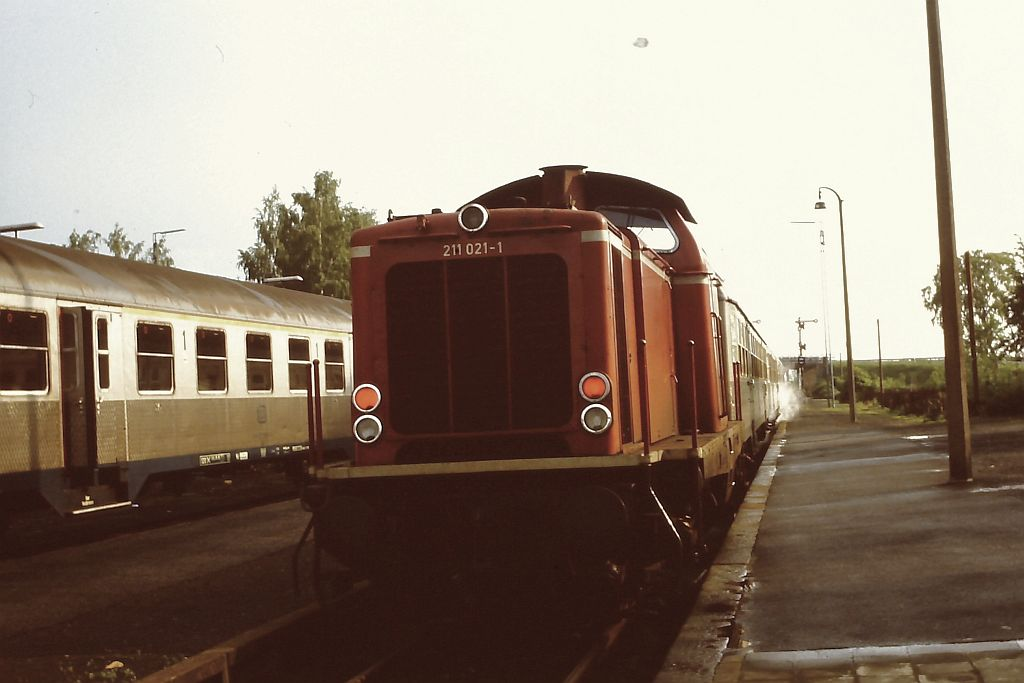
DB 211 021 im Endbahnhof Mellrichstadt, 1986

Die Deutsche Bundesbahn bediente die Strecke zunächst bis nach Mellrichstadt. Mühlfeld als letzter Haltepunkt vor der Grenze wurde erst ab 1947 wieder angefahren. Das zweite Gleis wurde aufgrund des weggefallenen Durchgangsverkehrs nicht mehr benötigt und zwischen 1947 und 1950 abgebaut. Das Verkehrsaufkommen ging ab Ende der 1950er Jahre immer mehr zurück, der Verkehr nach Mühlfeld 1971 eingestellt. Damit war der Bahnhof Mellrichstadt erneut Endbahnhof der Strecke, die trotz des geringen Verkehrs immer noch als Hauptbahn galt. Hier verkehrten bis Anfang der 1980er Jahre auch Schnellzüge Richtung München.
 Die Gleise blieben im Bereich der Bundesbahndirektion Nürnberg liegen und insbesondere die Eichenschwellen von 1923 erwiesen sich als so haltbar, dass 1990 auf der wieder freigeschnittenen Strecke ein Schwerkleinwagen ohne Probleme fahren konnte.

### Lückenschluss 1991
Nach der Deutschen Einheit 1990 war der Lückenschluss zwischen Mellrichstadt und Rentwertshausen eines der vier Projekte im Bereich der Bundesbahndirektion Nürnberg, das zur Einheit beitragen sollte. Das entsprechende Vorgehen wurde zwischen den beteiligten Direktionen Nürnberg und Erfurt bereits am 6. Juli 1990 abgesprochen, ohne dass dafür von höherer Stelle ein Planungsauftrag vorlag. Die Strecke war offiziell nie stillgelegt worden. Formal handelte es sich so um eine Streckensanierung. Ganz unkompliziert war die Wiederinbetriebnahme dennoch nicht, da einige Brücken saniert werden mussten. Die Direktionsgrenze lag nicht genau auf der Staatsgrenze, die Direktion Erfurt besaß noch 400 Meter Gleis im „Westen“.
Am 13. August 1990 erteilte die Hauptverwaltung der Deutschen Bundesbahn für ihren Zuständigkeitsbereich den Planungsauftrag, nachdem schon fünf Wochen zuvor ein Ingenieurbüro seitens der Bundesbahndirektion Nürnberg mündlich den Auftrag erhalten hatte. Ende 1990 war die Planung fertiggestellt, Anfang Februar war sie genehmigt. Die Bauaufträge wurden sofort vergeben. Im September 1991 waren die Bauarbeiten abgeschlossen. Die Gleislage wurde etwas verändert, so dass die zulässige Höchstgeschwindigkeit nun bei 120 km/h lag. Am 28. September 1991 fuhr der Eröffnungszug und auf dem Meininger Bahnhof fand eine große Festveranstaltung statt.

### Die Entwicklung seit 1991

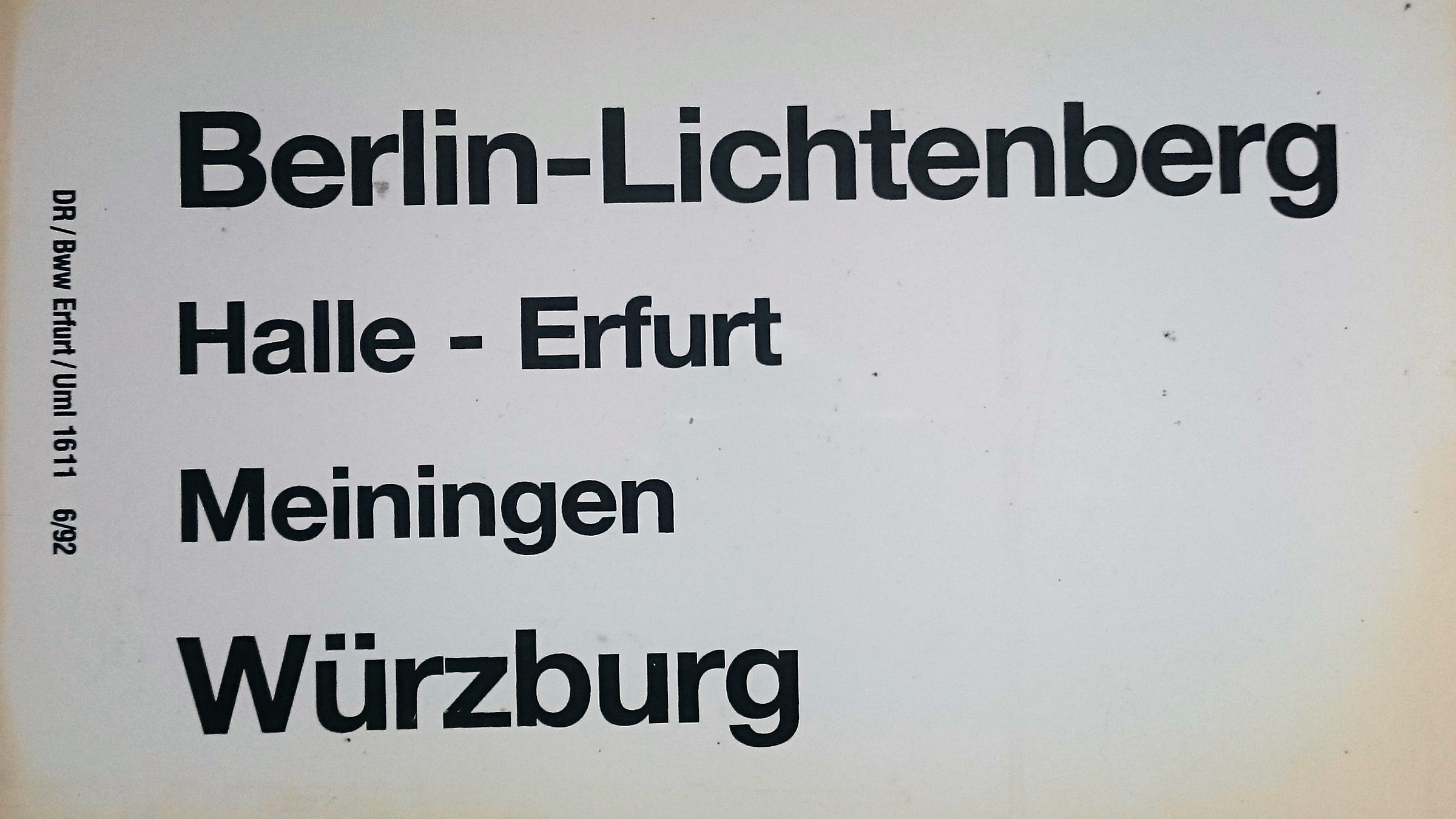
Zuglaufschild Berlin–Würzburg aus dem Jahr 1992

Kurz nach der Wiedereröffnung fuhren auf dieser Bahnstrecke mit der Schnellzugverbindung Berlin-Lichtenberg–Halle–Erfurt–Meiningen–Schweinfurt/Würzburg bereits wieder Fernzüge. 1993 wurde die Verbindungskurve in Ritschenhausen wiedereröffnet und mit dem Sommerfahrplan 1993 wurden kurzzeitig das Schnellzug-Paar 2152/2153 Würzburg–Berlin sowie das Schnellzug-Paar 2154/2155 Würzburg–Cottbus angeboten. Bereits ein Jahr später wurde die Verbindung nach Cottbus wieder aufgegeben und durch das IR-Zugpaar 2204/2205 Würzburg–Berlin ersetzt. Im Jahresfahrplan 1995/96 war bereits nur noch der IR 2013/2014 Binz/Stralsund–Würzburg verblieben, der ein Jahr später nur auf den Laufweg Würzburg–Berlin als IR 2202/2203 Rennsteig reduziert wurde. Zum Fahrplan 1997/98 wurde der Zuglauf auf Stuttgart-Erfurt geändert und später ganz eingestellt.
Die Bahnstrecke selbst wurde seitdem umfangreichen Baumaßnahmen unterzogen. Die Höchstgeschwindigkeit auf der Strecke konnte von 100 km/h auf zunächst 120 km/h und schließlich auf 160 km/h angehoben werden. Hierzu wurden die Signalisierung angepasst sowie Gleise und Oberbau erneuert und verstärkt. Die Nebengleise wurden nahezu vollständig zurückgebaut. Den vorläufigen Abschluss fanden die Arbeiten in der Erneuerung und Anpassung der Signaltechnik des Bahnhofs Ebenhausen (Unterfr) im Oktober 2009. Dieser wird nun nicht mehr durch den Fahrdienstleiter Schweinfurt ferngesteuert, sondern durch den Fahrdienstleiter in Bad Neustadt, welcher zudem bereits für die Bahnhöfe Münnerstadt und Mellrichstadt zuständig ist. Das im täglichen Betrieb nicht mehr notwendige Gleis 1 im Bahnhof Ebenhausen wurde in diesem Zusammenhang zum Abstellgleis.

## Streckenverlauf
Die Bahnstrecke verlässt am Westkopf des Bahnhofs Schweinfurt die ehemalige Ludwigs-Westbahn Bamberg – Rottendorf nordwestwärts und durchschneidet dabei zunächst die flache Geländezunge zwischen Maintal und Wernniederung. Dieser wird bis Poppenhausen gefolgt, wo dann an ein Seitengewässer der Wern bis Oerlenbach genutzt wird, um schließlich im Rottershäuser Tunnel den Höhenrücken zum Talwassergraben / Lauertal (ab Münnerstadt) und weiter ins Tal der Fränkischen Saale bis Bad Neustadt an der Saale zu gelangen. In der Kreisstadt wechselt die Bahnstrecke an die westliche Talflanke und folgt flussaufwärts bis Heustreu der Saale, ab hier dem Tal der Streu bis Mellrichstadt. Ab hier Wechsel ins Mahlbachtal und Überschreitung der Landesgrenze Bayern/Thüringen bei Mühlfeld, um in die Gemeinde Grabfeld zu gelangen, wo der Übertritt ins Bibratal bei Rentwertshausen erfolgt. Der Bibra wird bis zu deren Mündung in die Werra bei Untermaßfeld gefolgt, wo an die Ostflanke des Werratals herangetreten und dieser bis Meiningen gefolgt wird.

## Fahrzeugeinsatz
Da die Bahnstrecke bis 1920 an den Bahnhöfen Meiningen und Ritschenhausen Schnittpunkte von zwei verschiedenen Bahnverwaltungen besaß, wurden viele verschiedene Loktypen eingesetzt. Auf der Strecke waren ausschließlich die Lokomotiven der Königlich Bayerischen Staatseisenbahnen unterwegs, während in den genannten Bahnhöfen wegen der notwendigen Lokwechsel auch die Lokomotiven der Preußischen Staatseisenbahnen im Einsatz waren. Die jeweils typischen Triebfahrzeuge finden sich in der Liste der bayerischen Lokomotiven und Triebwagen für Bayern und der Liste der preußischen Lokomotiven und Triebwagen für Preußen.
Bereits ab der Länderbahnzeit waren die Bahnbetriebswerke in Schweinfurt und Meiningen für den Maschineneinsatz auf der Strecke zuständig. Ab Mitte der 1920er Jahre war dann für den schweren Schnellzugdienst die Baureihe 39 in den anliegenden Bahnbetriebswerken stationiert. Im Güterverkehr kam zu der Zeit vor allem die Baureihe 57.1–3 zum Einsatz. Die Baureihe 78.0–5 war in dieser Zeit auch auf der Strecke vertreten. Diese drei Maschinentypen hatten zuvor diverse ältere Länderbahnexemplare aus dem Betriebsdienst verdrängt. Kurz vor dem Ersten Weltkrieg erhielten die zuständigen Bahnbetriebswerke auch noch einige Loks der Baureihe 58. Mit dem Zweiten Weltkrieg wurden die 57er und 58er zum Kriegseinsatz an andere Stellen abgezogen und durch Lokomotiven der Baureihe 44 und Baureihe 50 ersetzt.
Nach dem Zweiten Weltkrieg wurden zunächst die angestammten Maschinen der Baureihen 44, 50 und 78 im „Westteil“ eingesetzt, jedoch nach und nach im Personenverkehr durch Triebwagen der Baureihe 798 abgelöst. Schließlich fanden Lokomotiven der Baureihen 211/212 und 215 Einsatzgebiete vor den Güter- und Personenzügen. Andere Fahrzeuge wurden nur sporadisch eingesetzt oder waren nur kurze Zeit auf der Strecke vertreten. Im „Ostteil“ verdrängten Diesellokomotiven der DR-Baureihen 110, 112, 118, 119 und 132 die Dampfloks. Nach dem Lückenschluss wurden Lokomotiven der Baureihen 202/112 und 212 vor Nahverkehrszügen sowie im lokalen Güterverkehr eingesetzt. Maschinen der Baureihe 232 waren vor den schweren Eil- und Güterzügen anzutreffen sowie vor den D- und IR-Zügen. Loks der Baureihe 219 und 228 gaben nur ein kurzes Gastspiel (unter anderem vor Doppelstockzügen). Eingesetzt wurden außerdem Triebwagen der Baureihe 614 und Baureihe 642.
Zudem finden auf der Strecke des Öfteren Überführungs- und Probefahrten des Dampflokwerks Meiningen statt.

## Betrieb

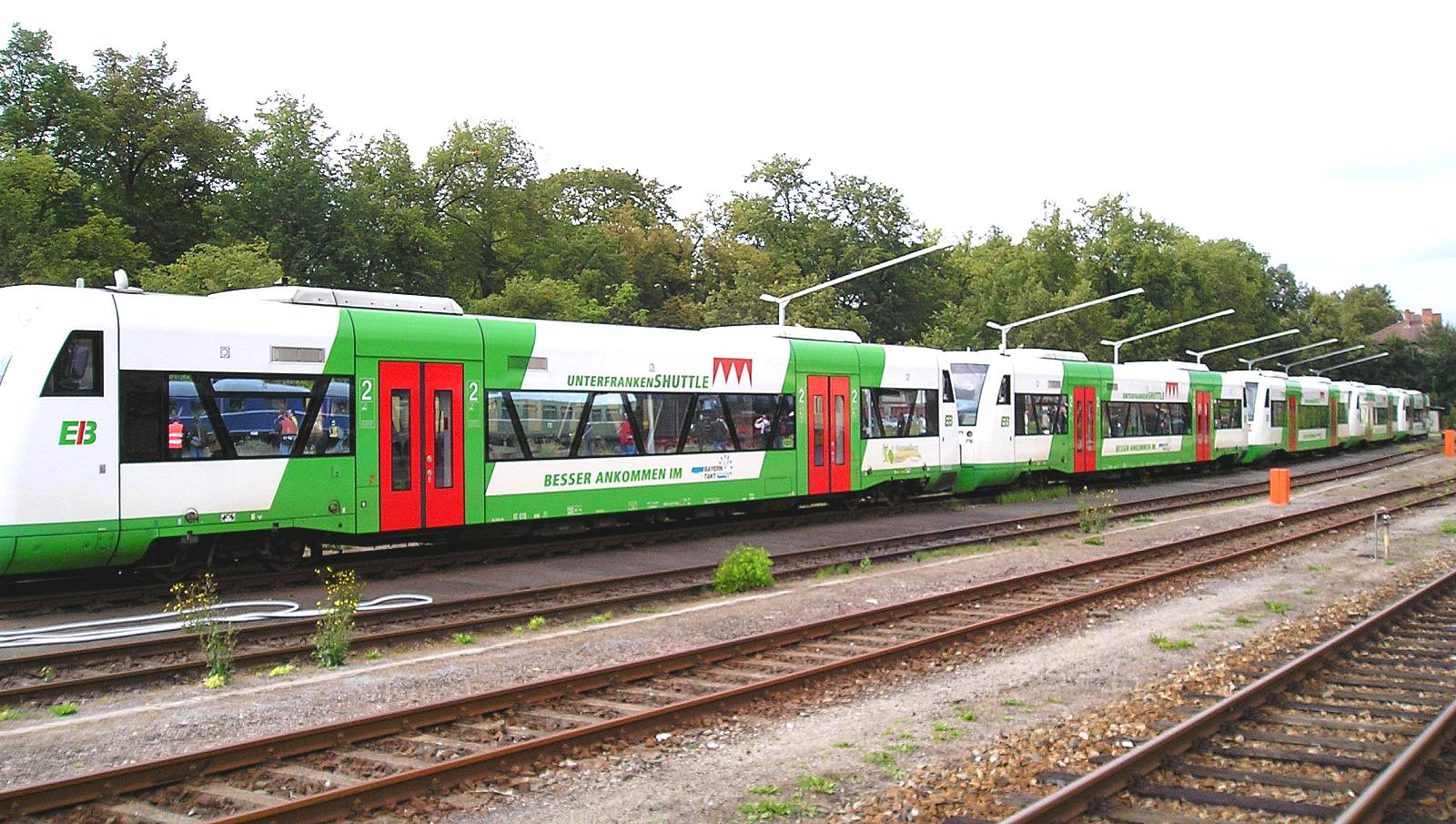
Unterfranken-Shuttles im Bahnhof Meiningen

Den Zugverkehr auf der Bahnstrecke zwischen Schweinfurt und Meiningen betreibt seit 2004 die Erfurter Bahn (EB) mit dem Unterfranken-Shuttle (Linie EB 40) im Zweistundentakt, zwischen Schweinfurt und Mellrichstadt Montag bis Freitag, Samstag vormittags und Sonntag nachmittags im annähernden Stundentakt. Außerdem verkehren alle zwei Stunden Regional-Express-Züge Erfurt/Bad Kissingen–Schweinfurt–Würzburg (RE 7) der Deutschen Bahn (auf dieser Strecke ab Ritschenhausen). Dabei setzt die Deutsche Bahn seit Dezember 2008 Neigetechnik-Züge der Baureihe 612 ein, die eine Geschwindigkeit bis zu 160 km/h erreichen.
Weiterhin betreibt die Erfurter Bahn mit dem Unterfranken-Shuttle auf dem Abschnitt Schweinfurt–Ebenhausen zur Weiterfahrt nach Bad Kissingen und Gemünden am Main die Regionalbahn-Linie RB 50 (Bahnstrecke Gemünden–Bad Kissingen und Bahnstrecke Ebenhausen–Bad Kissingen). Die „Unterfranken-Shuttles“ bedienen über den Schweinfurter Hauptbahnhof hinaus den Haltepunkt Schweinfurt Mitte und den Bahnhof Schweinfurt Stadt. Eingesetzt werden bei der Erfurter Bahn Triebfahrzeuge vom Typ Stadler Regio-Shuttle RS1.
Sowohl die Züge der Deutschen Bahn, als auch der Erfurter Bahn werden im Bahnhof Ebenhausen „geflügelt“: Die Zugteile nach Bad Kissingen (–Gemünden) und Meiningen/Erfurt verkehren vereinigt zwischen (Würzburg–) Schweinfurt und Ebenhausen und werden dort getrennt oder vereinigt.

### Regionalverkehr
Im Schienenpersonennahverkehr gibt es auf der Bahnstrecke Schweinfurt–Meiningen folgenden Reiseverkehr:
| Linie                         | Linienverlauf                              | Linienverlauf                                  | Betreiber     | Takt                            |
| ----------------------------- | ------------------------------------------ | ---------------------------------------------- | ------------- | ------------------------------- |
| Mainfranken-Thüringen-Express | Erfurt – Mellrichstadt – Bad Neustadt –    | Ebenhausen – Schweinfurt – Würzburg            | DB Regio      | Zweistundentakt                 |
| Mainfranken-Thüringen-Express | Bad Kissingen –                            | Ebenhausen – Schweinfurt – Würzburg            | DB Regio      | Zweistundentakt                 |
| / Unterfranken-Shuttle        | Meiningen – Mellrichstadt – Bad Neustadt – | Ebenhausen – Schweinfurt (– Schweinfurt Stadt) | Erfurter Bahn | Zweistundentakt mit Verdichtern |
| / Unterfranken-Shuttle        | Gemünden – Bad Kissingen –                 | Ebenhausen – Schweinfurt (– Schweinfurt Stadt) | Erfurter Bahn | Zweistundentakt mit Verdichtern |

### Güterverkehr
Der Güterverkehr entwickelte sich bis zum Zweiten Weltkrieg sehr gut. Neben dem lokalen Verkehr kamen überregionale Güterzug-Durchläufe hinzu. Nach Kriegsende verblieb nur noch der lokalen Güterverkehr zwischen Mellrichstadt und Schweinfurt bzw. Rentwertshausen und Meiningen. Allerdings ging gerade im westlichen Abschnitt das Güteraufkommen auf der Schiene deutlich zurück. Durch die Rationalisierungspolitik der Bahn stehen heute für den Güterverkehr nur noch der am Streckenanfang gelegene Schweinfurt Hauptbahnhof (mit Containerterminal) und der Bahnhof Bad Neustadt (Saale) zur Verfügung. Hier werden Erzeugnisse der ansässigen Papier- und Elektroindustrie sowie Roh-Holz verladen. Die Bedienung des Bahnhofes Bad Neustadt erfolgt werktags (außer samstags) mit einem Güterzugpaar zur Mittagszeit, gezogen von einer Lok der Baureihe 294.